# Segura (Idanha-a-Nova)
Segura ist ein Ort und eine ehemalige Gemeinde (freguesia) mit nur noch knapp 200 Einwohnern im Kreis Idanha-a-Nova im Osten Portugals.

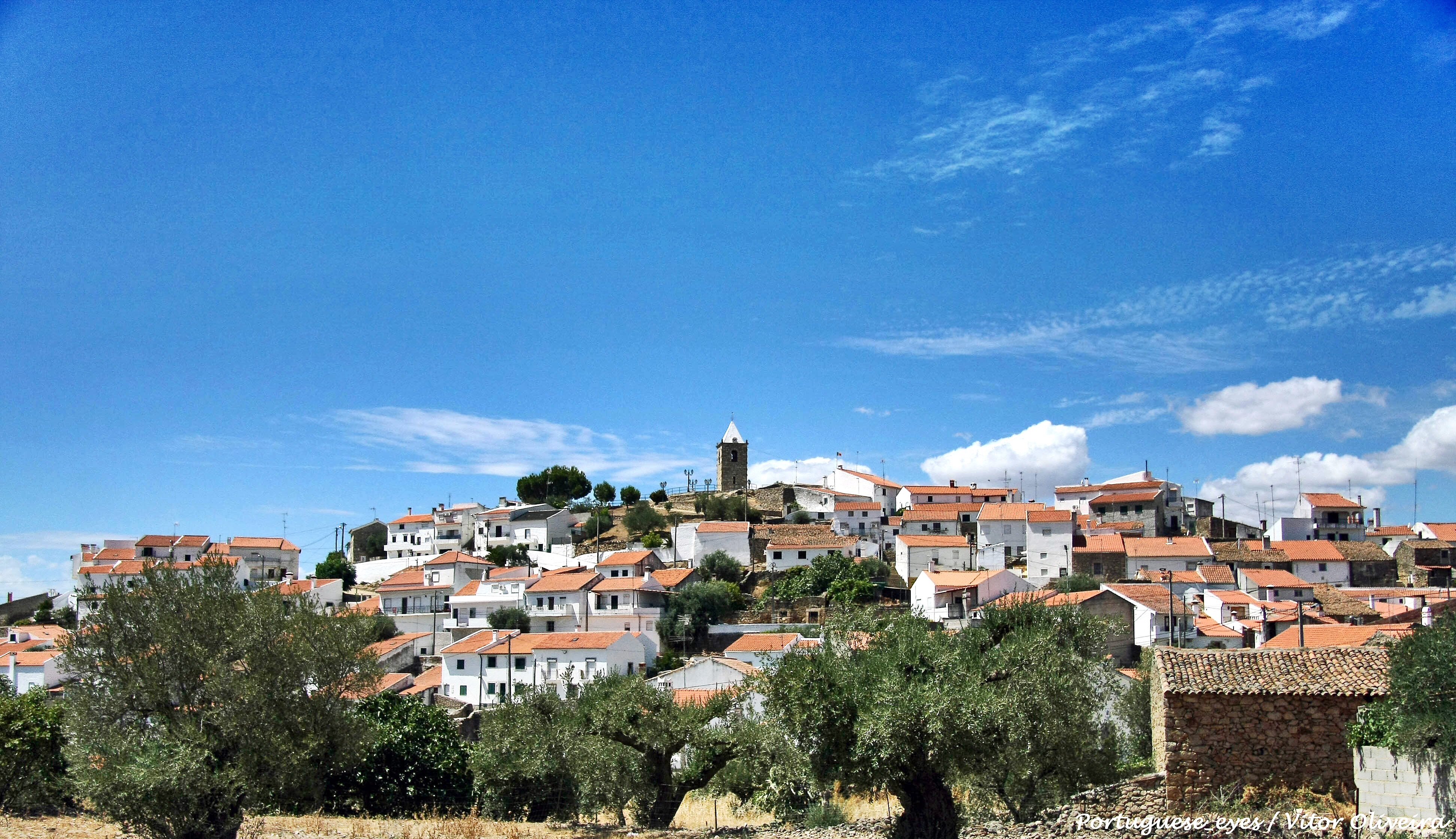
Blick auf das Dorf Segura

## Lage
Die Gemeinde Segura liegt im Osten des Kreises, etwa 30 km von der Kreisstadt Idanha-a-Nova, und 56 km östlich von der Distrikthauptstadt Castelo Branco entfernt. Der Grenzfluss Río Ergas trennt die Gemeinde von Spanien.

## Bevölkerungsentwicklung
| Jahr      | 1864 | 1900 | 1950 | 2001 | 2011 |
| Einwohner | 672  | 978  | 1213 | 233  | 176  |

Der deutliche Bevölkerungsrückgang seit den 1950er Jahren ist im Wesentlichen auf die Mechanisierung der Landwirtschaft sowie die Aufgabe bäuerlicher Kleinbetriebe („Höfesterben“) und den damit einhergehenden Verlust von Arbeitsplätzen zurückzuführen.

## Geschichte
Die Ursprünge des Ortes sind nicht gesichert, doch belegen Spuren eine Besiedlung bereits zur Zeit der römischen Besetzung. Seit dem Jahr 1282 ist der Ort portugiesisch. Seine Stadtrechte (foral) wurden 1510 von König Manuel I. erneuert. Bis 1836 war der Ort Sitz eines eigenständigen Kreises; seitdem gehört er zu Idanha-a-Nova.
Am 29. September 2013 wurden die ehemaligen Gemeinden Segura und Zebreira zur neuen Gemeinde União das Freguesias de Zebreira e Segura zusammengeschlossen.

## Kultur und Sehenswürdigkeiten

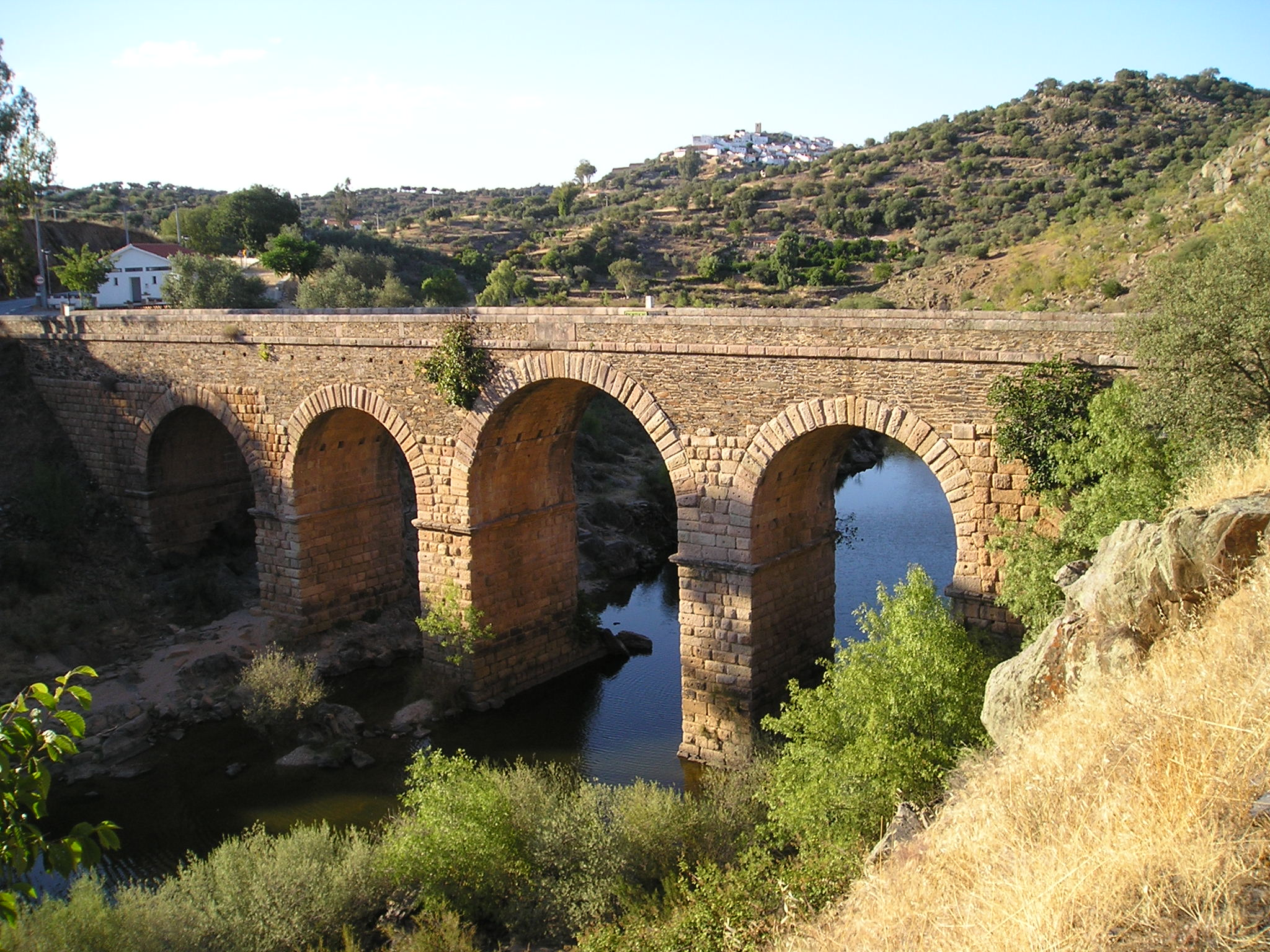
Puente de Segura

Die Brücke von Segura, über den heutigen Grenzfluss Ergas, wurde ursprünglich von den Römern errichtet, und war Teil der Straße von Mérida nach Viseu. Sie wurde seither mehrmals verändert und neu angelegt, und steht heute unter Denkmalschutz. Auch verschiedene Sakralbauten, die Burganlage, Brunnen, Herrenhäuser, und die Gerichtssäule (Pelourinho) aus dem 16. Jahrhundert stehen – neben weiteren öffentlichen Gebäuden – in der Gemeinde unter Denkmalschutz.

## Sonstiges
Segura erlangte erstmals überregionale Bekanntheit, als seine Bürgermeisterin Maria de Lurdes Garcia Lavado Sobreiro und ihr Ehemann im Juni 2012 von einem lokalen Bauunternehmer erschossen wurden, und landesweit über das aufsehenerregende Ereignis berichtet wurde.